# Вернер Штрюбінг
Вернер Штрюбінг (нім. Werner Strübing; 25 травня 1907, Глюкштадт — 23 березня 1945, Північна протока) — німецький офіцер-підводник, оберлейтенант-цур-зее резерву крігсмаріне (28 серпня 1944).

## Біографія
В січні 1942 року вступив на флот. З 1 березня по 15 серпня 1943 року пройшов курс підводника, з 16 серпня по 15 вересня — курс командира підводного човна, з 16 вересня по 25 жовтня — праклику вахтового офіцера на підводному човні UD-4, після чого був направлений на будівництво U-1003. З 9 грудня 1943 року — командир U-1003, на якому здійснив 2 походи (разом 100 днів у морі). 20 березня 1945 року U-1003 був виявлений під час другого бойового походу канадським фрегатом «Нью-Глазго» і зіткнувся з ним. 23 березня 1945 року пошкоджений човен був затоплений командою. 31 член екіпажу був врятований і взятий в полон, 17 (включаючи Штрюбінга) загинули.